# Dick Giordano

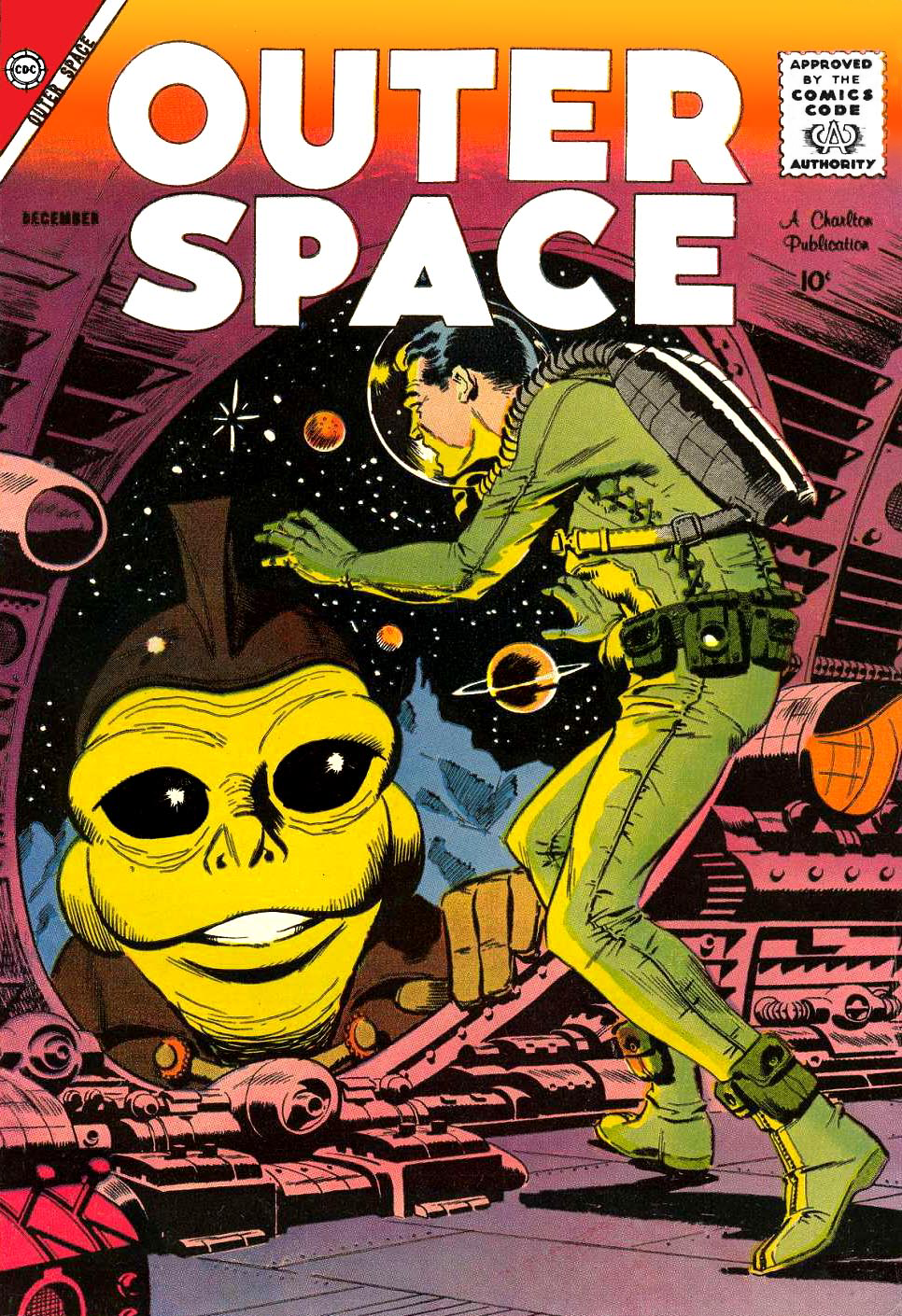
Outer Space 20 (Charlton Comics, December 1958).

Richard Joseph Giordano, detto Dick (Manhattan, 20 luglio 1932 – Ormond Beach, 27 marzo 2010), è stato un fumettista, disegnatore e curatore editoriale statunitense, conosciuto in particolare per aver creato il gruppo di supereroi "Action Heroes" della Charlton Comics e per essere stato in seguito curatore editoriale per la DC Comics.

## Biografia

### Inizi della carriera
Dick Giordano è nato a Manhattan, New York. Ha lasciato il segno nell'industria dei fumetti nella Charlton Comics come editor nella metà degli anni sessanta, supervisionando l'aggiornamento dei suoi pochi supereroi e facendo sì che i suoi autori e disegnatori creassero nuovi personaggi per creare una linea denominata "Action Hero".

### DC Comics
L'editore della DC Comics al tempo, Carmine Infantino, assunse Giordano come curatore editoriale nel 1968. Sebbene i suoi lavori (come Bat Lash e Deadman) non ebbero grande successo tra il pubblico, essi furono molto apprezzati dalla critica. All'inizio degli anni settanta, Giordano abbandonò la DC per far coppia con l'artista Neal Adams e creare i Continuity Studios, che tuttora continuano a produrre arte commerciale e fumetti.
Verso la fine degli anni settanta il nuovo curatore editoriale della DC Jenette Kahn riportò Giordano alla DC. Giordano, inizialmente editor dei fumetti di Batman, venne nominato nuovo managing editor della società nel 1981. Insieme a Kahn e Paul Levitz, Giordano aiutò a rilanciare alcuni personaggi illustri come Superman, Batman, Wonder Woman, Flash, Lanterna Verde, la Justice League of America, e i Teen Titans. Alla fine degli anni ottanta, essi crearono anche l'etichetta acclamata dalla critica e rivolta ad un pubblico adulto Vertigo, mettendo all'inizio nel ruolo di editor Karen Berger, e da allora iniziò un afflusso di talenti britannici come Alan Moore e Neil Gaiman.
Giordano continuò inoltre a fare l'inchiostratore, come ad esempio sulle matite di George Pérez nel crossover del 1986 Crisi sulle Terre infinite, e sulle matite di John Byrne in Man of Steel e Action Comics.

### Carriera seguente
Giordano andò quasi in pensione negli anni novanta, facendo saltuariamente l'inchiostratore. Nel 1994 Giordano illustrò la graphic novel derivante dall'adattamento del romanzo Modesty Blaise pubblicato dalla DC Comics, con il creatore/scrittore Peter O'Donnell. Nel 2002, Giordano aiutò a lanciare la Future Comics con lo scrittore David Michelinie ed il disegnatore Bob Layton. Future Comics fallì dopo solo due anni e mezzo, nel 2004.
Dal 2002 ha scritto dei numeri per il fumetto The Phantom pubblicato in Europa ed in Australia.
È scomparso nel 2010 all'età di 77 anni.

## Eredità
Come disegnatore, Giordano è più noto come inchiostratore, in particolar modo sui disegni di Neal Adams, in un ciclo importante degli anni sessanta/inizio anni settanta su titoli come Batman e Lanterna Verde/Freccia Verde per la DC Comics, e per il crossover DC/Marvel Comics Superman vs. The Amazing Spider-Man (1976), sui disegni dello specialista di Spider-Man Ross Andru. Giordano ha inoltre inchiostrato il fumetto one-shot Superman vs. Muhammad Ali nel 1978.
Fece da mentore e da ispiratore ad un'intera generazione di inchiostatori, compresi Terry Austin, Klaus Janson, Bob Layton, Steve Mitchell e Mike DeCarlo.  Come disegnatore, illustrò molte storie di Batman e di Wonder Woman così come degli eroi esperti di arti marziali Figli della tigre nella rivista di fumetti della Marvel The Deadly Hands of Kung Fu.

## Premi
Ha ricevuto un Alley Award come Best Editor nel 1969 e lo Shazam Award come Best Inker (Dramatic Division) per Lanterna Verde ed altri titoli DC nel 1970, ancora una volta nel 1973 per Justice League of America, ed altri due ancora nel 1971 e nel 1974.